# 인벤션

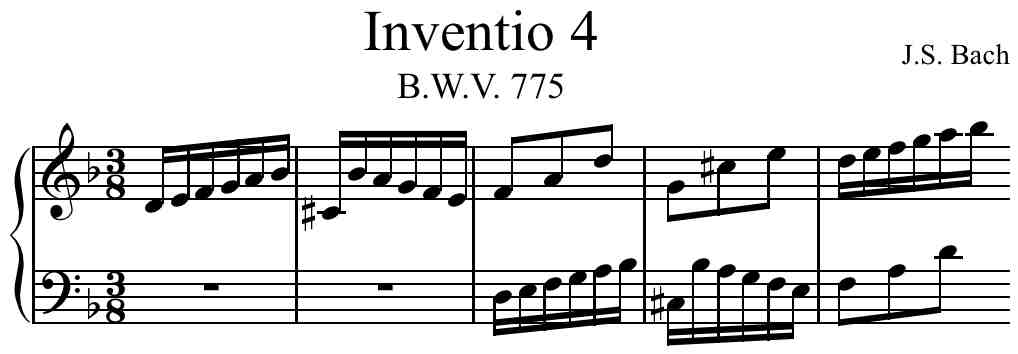

인벤션(Invention)이란 악곡의 형식으로, 다성음악으로 된 즉흥곡이다.
'발명', '창의'를 뜻하는 라틴어 inventio에서 비롯한 것이다. 보통 바흐의 《인벤션과 신포니아》(1723)을 가리킨다. 2성부의 열다섯 곡을 《인벤션》, 3성부의 열다섯 곡을 《신포니아(Sinfonia)》라고 불리나, 오늘날에는 이 30곡 모두를 아울러 《인벤션》이라 부른다. 이 곡들은 모방 대위법에 따라 쓴 작품이다. 바흐 자신의 표제가 나타내듯이, 이것은 연주의 교본인 동시에 좋은 악상(인벤티오)을 훌륭하게 전개하는 것도 가르친다.

## 특징
모방 양식이 채택된 기악곡으로, 짧은 제시부와 약간 긴 전개부로 구성되어, 일부 곡에서는 짧은 재현부에 의해 닫힌다. 푸가와 교향곡과 달리 주제의 응답에 딸림조를 필요하지 않다. 바흐의 인벤션에서는 제시부에 전조를 포함해, 장조 작품은 딸림조로, 단조 작품에서는 나란한조로 이동하여, 종종 전조하고 새 요소를 포함하기 때문에, 거기에 소나타 형식의 맹아를 보는 의견도 있다.

## 같이 보기
- 연습곡